# 都会の天使たち
『都会の天使たち』（とかいのてんしたち）は、1992年3月11日に発売された堀内孝雄と桂銀淑のデュエット曲である。発売元は東芝EMI。

## 概要
- テレビ朝日系ドラマ『はぐれ刑事純情派』の主題歌に起用された。
- 堀内、桂共にこの年はソロでのシングルを発表しておらず、1年間この曲を2人で歌い続けた。オリコン・シングルチャートでは100位内に44週ランクインするロング・ヒットとなった。
- 累計売上は50万枚[1]。
- 同年5月1日と9月4日には、テレビ朝日系列『ミュージックステーション』に出演し、この曲を披露している。以後、演歌系歌手が同番組に出演することは原則としてなくなった[2]。
- この年の『第43回NHK紅白歌合戦』には2人がそれぞれ紅組、白組で選出されており、紅白の垣根を超えてこの曲を2人で歌唱した。デュエット曲の場合は紅・白どちらかに組み入れられるのが通例であったが、2人が紅白常連であったことが考慮され、異例の形での出場・歌唱となった。

## カバー
- 1993年、香港の歌手・俳優であるレオン・ライが広東語の歌詞をつけてカバー。現地題名は「真的愛情定可到未來」（アルバム『我的另一半』に収録）。
- 1993年、堀内本人が次のシングル『影法師』のB面においてソロバージョンとしてカバーしている。こちらはキーが二回り以上低い。
- 2004年、藤田まことが次女のEMIKO（原田絵美子）とデュエットし、アルバム『はぐれ刑事純情派主題歌セレクション』に収録。
- 2010年、「黄昏の天使たち」の曲名で歌詞を一部変更して湯原昌幸・荒木由美子夫妻がカバーした（作詞は原曲と同じ荒木とよひさ）。
- 2023年、水森かおりと北山たけしがカバー。

## 収録曲
1. 都会の天使たち
  - 作詞: 荒木とよひさ、作曲: 堀内孝雄、編曲: 川村栄二
2. 絵になる夜の物語
  - 作詞: 岡田冨美子、作曲: 浜圭介、編曲: 川村栄二